# Grand Mont (massif du Jura)
Pour les articles homonymes, voir Grand Mont (homonymie).
Le Grand Mont est un sommet du massif du Jura en France. Il culmine à 1 049 mètres d'altitude sur la commune de Bonnétage. Au sud se trouve la commune de Grand'Combe-des-Bois et au nord-est celle de Fournet-Blancheroche.